# Nicola Sgrò
Nicola Sgrò (Reggio Calabria, 14 maggio 1937 – Reggio Calabria, 21 marzo 2019) è stato un direttore d'orchestra e compositore italiano.

## Biografia
A vent'anni esordisce come direttore d'orchestra (Sala Borromini – Roma) sotto la guida di Franco Ferrara.
Si diploma in composizione al Conservatorio Giuseppe Verdi di Torino, frequenta i master del Mozarteum di Salisburgo (docenti: Erich Leinsdorf, Lovro von Matačić, Herbert von Karajan) dirigendo nei concerti-saggio.
Assistente del maestro Giorgio Favaretto presso l'Accademia nazionale di Santa Cecilia a Roma e dell'Accademia Musicale Chigiana a Siena.
Esponente della cultura musicale nella Commissione Centrale per la Musica.
Avvocato e docente di Storia della Musica nell'Università per Stranieri Dante Alighieri, è stato direttore dell'Istituto Musicale di Teramo e dei conservatori di Reggio Calabria e di Vibo Valentia.
Associato alla SIAE dal 1976 come compositore ed autore.
Direttore ospite principale dei Solisti Fiorentini, e di prestigiose orchestre quali Rai di Milano, A.I.D.E.M. di Firenze, svolge attività in vari Paesi d'Europa nel settore sinfonico e nel teatro lirico.
Commissario straordinario (in sostituzione dei disciolti Consigli di Amministrazione) del Teatro comunale di Firenze e Maggio Musicale Fiorentino e dell'E. A. Teatro Lirico P.L. da Palestrina di Cagliari.
Fondatore e direttore artistico del Festival Internazionale dell'opera da camera e della musica vocale da concerto nel castello di Santo Niceto (Motta S. Giovanni, RC). Socio corrispondente dell’Accademia Cosentina, fondata nel 1511 da Aulo Giano Parrasio. Laureato in Giurisprudenza presso l’Università di Palermo, abilitato all’esercizio della professione forense e Vice Pretore Onorario di Reggio Calabria dal 1980 al 1987. Abilitato all’insegnamento delle discipline giuridiche ed economiche, di lingua e letteratura francese nonché di psicologia sociale nelle scuole secondarie di secondo grado. Il Maestro Nicola Sgrò  agli studi musicali affiancò sempre gli studi giuridici.  

## Composizioni
- Ibykos, opera lirica in tre atti
- Tu es Petrus, oratorio per soli coro e orchestra

## Brani per orchestra
- Suite 1960
- Elegia 1972
- Concerto per violino e orchestra 1974
- Sinfonia breve 1975
- In memoriam, poema sinfonico

## Brani per coro
- Preghiere per voce solista (testo di Salvatore Pugliatti)
- Padre Nostro
- Case per coro, (testo di Marco Pola da Il gallo sul campanile, 1936)

## Liriche per canto e pianoforte
- A  primavera  (testo del poeta Ibico)
- Amore ancora (Ibico)
- Grato a voi tutti, aria di Lidia dall'opera  Ibykos (testo dell'autore)
- Cinque Epigrammi di Nosside
- a) Dolcezza d'amore
- b) Hera Lacinia
- c) Il dono di Kallò
- d) Le armi dei Brezi
- e) Commiato
- Oi lasso! (Federico II)
- Avete in voi li fiori (Guido Cavalcanti)
- Erano i capei d'oro (Francesco Petrarca)
- Solo e pensoso (F. Petrarca)
- A te tocca o Signore (Tommaso Campanella)
- Tua madre non t'ha detto (Bertolt Brecht)
- In fondo alla Moldava (B. Brecht)
- L'ultimo bicchiere (Emilio Argiroffi)
- Tuonavano (Emilio Argiroffi)
- A occhi chiusi (Corrado Calabrò)
- Sera a Capo d'Armi (Antonio Papisca)
- Vorrei donarti (Francesco Marra)
- E grido al vento (Francesco Chirico)

## Composizioni per pianoforte
- Piccola Suite nello stile antico, Preludio-Canzone-Arietta (1955)
- Suite collage, Preludio-Recitativo e Canzone-Preludio e Valzer-Fanfara (1955-56)
- Valzer scherzoso (1971)
- Dodici  Preludi (1987)
- Aus alter Zeit (1988)
- Tre bozzetti (Valzer - Serenata – Marcia)